# بركت الأمازون البني
بركت الأمازون البني (الاسم العلمي: Mazama nemorivaga) (بالإنجليزية: Amazonian brown brocket)‏ هو نوع من الحيوانات يتبع جنس البركت من فصيلة الأيليات. محصورة بأكملها تقريباً في قارة أمريكا الجنوبية[1]
 والمناطق الشجرية، على ارتفاعات تصل أكثر من 1،500 متر. 
يحدث التكاثر على مدار السنة في بعض المناطق، وتزداد المواليد في مواسم المطر. وهي مهددة بالشكل الأساسي بعوامل إزالة الغابات و الأمراض التي تتسبب بها الماشية، وليس الصيد.
وهي تتعايش مع البركت الرمادي في مناطق قليلة ، والبركت الأحمر في نطاق واسع (يميل البركت الأحمر لكثافة سكانية عالية)،  كان بركت الأمازون يعتبر كنويع للشادن الرمادي تحت ظروف الرؤية العادية حتى عام 2000م، حيث لا يمكن التفرقة بينها وبين البركت الرمادي بالعين المجردة، ولكن بخلاف البركت الأحمر، فهو رمادي-بني مع أطراف سفلية باهتة. وهو معروف في البنما، كولومبيا، فنزويلا، غيانا، سورينام، غويانا الفرنسية، شرق الإكوادور، شرق البيرو، البرازيل، ويحتمل وجوده أيضاً في شمال بوليفيا[1]. وهو يقيم بشكل أساسي في الغابات الاستوائية الأمازونية الغير مغمورة، ويقيم محلياً في الغابات الإستوائية النفضية